# باولو فيلاجيو
باولو فيلاجيو (بالإيطالية: Paolo Villaggio)‏ (مواليد 30 ديسمبر 1932 في جنوة - الوفاة 3 يوليو 2017)، هو ممثل كوميدي ومؤدي صوتي وكاتب إيطالي بدأ مسيرته الفنية سنة 1956. اشتهر خلال فترة السبعينات والثمانينات بعد تأديته لشخصية "فانتوتسي"، وهي شخصية موظف حكومي محبط وعديم الحظ بإطار كوميدي، كانت تستخدم لإظهار الوضع الاقتصادي للطليان بعد الحرب.

## روابط خارجية
- باولو فيلاجيو على موقع IMDb (الإنجليزية)
- باولو فيلاجيو على موقع روتن توميتوز (الإنجليزية)
- باولو فيلاجيو على موقع ألو سيني (الفرنسية)
- باولو فيلاجيو على موقع ميوزك برينز (الإنجليزية)
- باولو فيلاجيو على موقع أول موفي (الإنجليزية)
- باولو فيلاجيو على موقع إن إن دي بي (الإنجليزية)
- باولو فيلاجيو على موقع ديسكوغز (الإنجليزية)
- باولو فيلاجيو على موقع قاعدة بيانات الفيلم (الإنجليزية)
- باولو فيلاجيو على موقع كينوبويسك (الروسية)